# ボブ・ラブ
ボブ・ラブ（Bob Love）ことロバート・アール・ラブ（Robert Earl Love, 1942年1月28日 - 2024年11月18日）は、アメリカ合衆国のプロバスケットボールリーグNBAで活躍した元プロバスケットボール選手。ルイジアナ州バストロップ出身。NBA入り当初はロールプレイヤーの一人に過ぎなかったが、シカゴ・ブルズ移籍を機にオールスター選手へと成長。以後、エースとして最初期のブルズを長年に渡って支えた。背番号「10」はブルズの永久欠番となっている。

## 生い立ち
ボブ・ラブことロバート・ラブは14人兄弟の1人として生まれた。父は家族を捨て、母は大規模農場で働いており、少年時代のラブは裕福とは程遠い環境で育った。貧困に南部に色濃く残る黒人への差別など、ラブの周囲は辛いことばかりだったが、幸いにも祖母の優しい庇護を受けることができ、次第にバスケットボールに熱中していくようになった。しかし当時のラブにはバスケに必要な道具を取り揃えるお金はなく、そこでハンガーでバスケットを作り、ボールは靴下を丸めて作った。彼が本物のバスケットボールを手に入れたのは8年生の頃だった。
高校はモアハウス高校に進学。彼はここで持ち前の身体能力を活かし、バスケットとフットボールで頭角を現した。高校生になっても彼は栄養失調で倒れることもあったが、フットボールのコーチはポケットマネーでラブに食事を与えた。また酷い吃音症だったラブはクォーターバックとしてチームメイトに指示を出すのに苦労していたが、フットボールのコーチはラブに言葉ではなく歌を歌わせる事でこの問題を解決した。周囲の助けを借りながら様々な困難を克服したラブは大きな成長を見せ、大学進学のための奨学金を得られるまでに至った。ラブは高校卒業後、サザン大学へと進学した。
サザン大学ではカレッジバスケのスター選手として活躍し、オールアメリカンにも選ばれた。またキャンパスライフの中で社交性を身につけてきたラブは、全米規模の学生友愛会アルファ・ファイ・オメガに入会し、また「女の子が多かったから」という理由で栄養学を専攻した。

## NBAキャリア
大学卒業後、1965年のNBAドラフトでシンシナティ・ロイヤルズから指名を受けるが、無名校出身だったため、4巡目全体33位指名という低い評価だった。また指名を受けたものの結局契約には至らず、1965-66シーズンは独立リーグであるイースタン・バスケットボール・リーグで過ごした。ラブはここで1シーズンプレイし、平均25得点をあげ新人王を獲得。十分な実績を引っさげてロイヤルズのトライアウトを受け、ようやく年8000ドルの契約に漕ぎ付けた。
しかしロイヤルズでは日の目を見ない日々が続き、ロイヤルズでの2シーズンは平均6.5得点の成績に終わった。そして1968年のエクスパンション・ドラフトでミルウォーキー・バックスに移籍。エクスパンションチームでのプレイはラブにとっては大きなチャンスだったが、物にすることはできず、シーズン中にシカゴ・ブルズにトレードされた。

### シカゴ・ブルズ
ラブがブルズに移籍した翌1969-70シーズンにディック・モッタがヘッドコーチに就任。ブルズへの移籍とモッタのコーチ就任を機にラブの才能は一気に開花し、このシーズンはこれまでのキャリア平均を大幅に上回る21.0得点8.7リバウンドを記録。いきなりチームのエーススコアラーへと成長を遂げ、以後6シーズン連続でアベレージ20得点以上を達成する。
全盛期を迎えたラブは1970-71シーズンには25.2得点8.5リバウンドを記録してオールスターとオールNBA2ndチームに初選出され、さらに翌1971-72シーズンにはキャリアハイとなる25.8得点を記録し、オールNBA2ndチームとオールディフェンシブ2ndチームに同時選出された。ラブにジェリー・スローン、チェット・ウォーカーと優秀な人材を揃えたブルズは1971-72シーズンには当時のフランチャイズ記録となる57勝をあげ、また4シーズン連続で50勝以上を記録し、1974-75シーズンには初の地区優勝を飾るなど、ウエスタンカンファレンス屈指の強豪チームとしてチーム最初の黄金期を迎えるが、ラブはその時代のブルズを攻守両面で牽引するエースとして支えた。

### 引退
キャリア晩年のラブは背中の故障に悩まされた。1975-76シーズンを境にラブのプレイの質は落ち始め、そして1977-78シーズン序盤に9シーズン過ごしたブルズを去ることになり、ニューヨーク・ニックスにトレードに出された。ロケッツでは13試合のみプレイし、その後シアトル・スーパーソニックスに移籍。ホークスでキャリア最後の時を過ごし、このシーズンをもって現役から引退した。
NBA通算成績は11シーズン789試合の出場で、13,895得点4,653リバウンド、平均17.6得点5.9リバウンドだった。ブルズでの通算12,623得点は引退の時点でのチーム記録であり、2022年現在もマイケル・ジョーダン、スコッティ・ピッペンに次ぐ第3位の記録である。

## 引退後
引退後のラブは不幸の連続だった。キャリア晩年の故障を押してのプレイが祟り、背中の故障が悪化。医者は「二度と歩けなくなるかもしれない」と診断した。ラブの妻は「吃音症でさらに身体障害者とは結婚したくなかった」と言い残して彼の元を去った。手術と懸命のリハビリで辛うじて歩行することは出来るようになったが、吃音症がネックとなり7年間定職に就けず、その間に彼が築いた財産は無くなってしまい、シアトルのノードストロームで時給4ドル45セントの給仕をすることで何とか食いつないだ。
ラブの状況が好転したのは、勤勉に働く彼を見て感心したノードストロームのオーナーが、彼に言語療法士を紹介してからだった。45歳となっていたラブは療法士のもとで熱心に治療に励み、またこのオーナーは療法士に掛かる治療費を肩代わりした。
見事に吃音症を克服したラブは、1993年にシカゴ・ブルズのコミュニティー・リレーションズディレクターに就任。現在のラブは全米でも5指に入るスピーチの達人とされ、年200〜300の公演を開き、25万人以上の聴衆の前でスピーチを行っている。また1995年に、B.J.アームストロングがブルズ退団後、ラブがシカゴ時代に着用していた背番号10番は永久欠番となり、同年12月8日にはユナイテッド・センターで試合のハーフタイム中に、シアトル時代に出会った女性と結婚式を挙げた。1999年には自伝「The Bob Love Story: If It's Gonna Be, It's Up to Me」を出版。
がんとの闘病の末、2024年11月18日にシカゴで死去。81歳没。

## 個人成績

### NBA

#### レギュラーシーズン
| シーズン | チーム | GP  | MPG  | FG%  | FT%  | RPG | APG | SPG | BPG | PPG  |
| -------- | ------ | --- | ---- | ---- | ---- | --- | --- | --- | --- | ---- |
| 1966–67  | CIN    | 66  | 16.3 | .429 | .633 | 3.9 | .7  | —   | —   | 6.7  |
| 1967–68  | CIN    | 72  | 14.8 | .424 | .684 | 2.9 | .8  | —   | —   | 6.4  |
| 1968–69  | MIL    | 14  | 16.2 | .368 | .763 | 4.6 | .2  | —   | —   | 7.6  |
| 1968–69  | CHI    | 35  | 9.0  | .416 | .724 | 2.5 | .4  | —   | —   | 5.1  |
| 1969–70  | CHI    | 82* | 38.1 | .466 | .842 | 8.7 | 1.8 | —   | —   | 21.0 |
| 1970–71  | CHI    | 81  | 43.0 | .447 | .829 | 8.5 | 2.3 | —   | —   | 25.2 |
| 1971–72  | CHI    | 79  | 39.3 | .442 | .784 | 6.6 | 1.6 | —   | —   | 25.8 |
| 1972–73  | CHI    | 82* | 37.0 | .431 | .824 | 6.5 | 1.5 | —   | —   | 23.1 |
| 1973–74  | CHI    | 82* | 40.1 | .417 | .818 | 6.0 | 1.6 | 1.0 | .3  | 21.8 |
| 1974–75  | CHI    | 61  | 39.4 | .429 | .830 | 6.3 | 1.7 | 1.0 | .2  | 22.0 |
| 1975–76  | CHI    | 76  | 37.1 | .390 | .801 | 6.7 | 1.9 | .8  | .1  | 19.1 |
| 1976–77  | CHI    | 14  | 35.4 | .338 | .761 | 5.2 | 1.6 | .6  | .1  | 12.2 |
| 1976–77  | NYK    | 13  | 17.5 | .462 | .846 | 2.9 | .3  | .1  | .2  | 10.1 |
| 1976–77  | SEA    | 32  | 14.1 | .372 | .872 | 2.7 | .7  | .4  | .1  | 4.1  |
| 通算     | 通算   | 789 | 31.8 | .429 | .805 | 5.9 | 1.4 | .8  | .2  | 17.6 |

#### プレーオフ
| シーズン | チーム | GP | MPG  | FG%  | FT%  | RPG | APG | SPG | BPG | PPG  |
| -------- | ------ | -- | ---- | ---- | ---- | --- | --- | --- | --- | ---- |
| 1970     | CHI    | 5  | 34.4 | .385 | .792 | 9.2 | .8  | —   | —   | 11.8 |
| 1971     | CHI    | 7  | 47.1 | .491 | .806 | 7.3 | 1.4 | —   | —   | 26.7 |
| 1971     | CHI    | 4  | 43.3 | .360 | .846 | 6.8 | 1.8 | —   | —   | 18.8 |
| 1973     | CHI    | 7  | 44.9 | .459 | .732 | 9.6 | 3.3 | —   | —   | 23.7 |
| 1974     | CHI    | 11 | 44.5 | .405 | .763 | 5.7 | 2.2 | 1.3 | .5  | 23.0 |
| 1975     | CHI    | 13 | 44.8 | .437 | .779 | 7.5 | 1.5 | .8  | .4  | 25.8 |
| 通算     | 通算   | 47 | 43.9 | .431 | .776 | 7.5 | 1.9 | 1.0 | .4  | 22.9 |

## 主な業績
- NBAオールスターゲーム出場：1970年－1972年
- オールNBA2ndチーム：1971年, 1972年
- オールディフェンシブ2ndチーム：1972年, 1974年, 1975年
- 背番号『10』はシカゴ・ブルズの永久欠番